# Nance Ridge
Nance Ridge ist ein felsiger Gebirgskamm im westantarktischen Queen Elizabeth Land. In der Patuxent Range der Pensacola Mountains ragt er 3 km nordöstlich des Mount Yarbrough in den Thomas Hills auf.
Der United States Geological Survey kartierte ihn anhand eigener Vermessungen und Luftaufnahmen der United States Navy aus den Jahren von 1956 bis 1966. Das Advisory Committee on Antarctic Names benannte ihn 1968 nach Vernon Lee Nance, Funker auf der Palmer-Station im antarktischen Winter 1966.